# Национален отбор по футбол на Швеция
Националният отбор по футбол на Швеция представлява страната в международните футболни срещи. Контролира се от Шведската футболна асоциация. Сред най-големите успехи на отбора са участието на полуфинал на Европейското първенство по футбол през 1992 година, сребърния медал на Световното първенство по футбол от 1958, както и двата бронзови медала от световните първенства по футбол през 1950 и 1994 години.

## История
Националният отбор по футбол на Швеция е със сравнително силни позиции в международните футболни турнири. Със своите единадесет участия в Световни първенства по футбол, четири участия на Европейски първенства и девет участия на Летни олимпийски игри, тимът се нарежда сред водещите европейски национални отбори. 

### Ранна история
Първата международна среща за националния отбор на Швеция се играе на 12 юли 1908 г. срещу националния отбор на Норвегия. Мачът завършва с победа за Швеция и краен резултат 11:3. През същата година Швеция играе и срещу националните отбори на Англия, Холандия и Белгия, като претърпява поражение и в трите мача.
1908 е и годината в която националният отбор на Швеция участва за първи път на Летни олимпийски игри. Швеция губи двубой срещу Английският аматьорски тим с резултат 1 – 12, което се превръща и в най-голямата загуба в историята на шведските национали.
През 1912 г. отборът участва в Летните олимпийски игри в качеството си на домакин. Швеция участва отново на олимпийските игри през 1920 и 1924 г., като през 1924 г. завоюва бронзов медал – първият медал в историята на шведския мъжки футбол.
Извън летните олимпийски игри през периода 1910 – 1930 г. шведският национален отбор участва предимно в приятелски срещи.

### 1938 Световно първенство по футбол
Световното първенство по футбол през 1938 г. е второто в историята на националния отбор на Швеция. В първия кръг на Швеция се пада да играе срещу отбора на Австрия, но срещата се проваля поради изострената ситуация в Европа. Тъй като в същото време Австрия е в политическа криза и е принудена да се присъедини към Германия, австрийския национален отбор спира участието си в първенството и Швеция продължава напред. В последвалия четвъртфинален мач, отборът на Швеция побеждава Куба с 8:0 с хеттрик на Туре Келер и на Густав Ветерстрьом. В полуфиналната среща с отбора на Унгария, Швеция губи с резултат 1:5. Крайното класиране за националния отбор на Швеция е четвърто място, след загуба на мача за третото място срещу отбора на Бразилия с финален резултат 2 – 4.

### 1950 Световно първенство по футбол
В квалификациите за Световното първенство през 1950 Швеция побеждава Ирландия 2 пъти и се класира за трети пореден път на световно първенство. На световното първенство в Бразилия през 1950 Швеция попада в група с Италия и Парагвай, а Индия се отказва от участие. С победа срещу Италия и равенство срещу Парагвай, шведите печелят групата си. Във финалната група компания на Швеция правят Бразилия, Уругвай и Испания. В първия си мач Швеция записва катастрофална загуба с 1 – 7 от Бразилия. В следващия кръг обаче бъдещият световен шампион Уругвай е затруднен и печели с 3 – 2. В последния си мач Швеция побеждава Испания с 3 – 1 и така печели първите си бронзови медали от световно първенство.

### 1958 Световно първенство по футбол
Швеция е домакин на Световното първенство през 1958 и се класира по право. Там тя попада в трета група, където е в компанията на Уелс, Унгария и Мексико. Дебютният мач е победа с 3 – 0 над Мексико. В следващия мач е победен световният вицешампион Унгария с 2 – 1. Третият мач е нулево равенство с Уелс, с което Швеция печели групата си.
На 1/4-финалите съперник е СССР. С два гола през второто полувреме Швеция успява да елиминира „сборная“ и за трети път в историята се класира на полуфинал. Там опонент е победителят от предишното световно първенство ФРГ. В началото германците повеждат, но шведските футболисти показват характер и осъществяват пълен обрат до 3 – 1, детронирайки световния шампион. Така Швеция постига най-големият успех във футболната си история – участие на финал на световно първенство.
На финалът на 29 юни 1958 година Швеция се изправя срещу Бразилия. В бразилския отбор тогава играят футболисти като Гаринча, Пеле, Марио Загало и Вава. Шведите откриват резултата, но бразилският отбор обръща мача в своя полза с голове на Пеле, Вава и Марио Загало и печели мача с 5 – 2, с което става и световен шампион. За Швеция остават сребърните медали.

### В периода 1960 – 1970
60-те години на 20 век са суша откъм успехи за шведския отбор след големите такива в края на 50-те години. Пропуснати са световните първенства през 1962 и 1966 и европейските първенства през 1964 и 1968.
В Световните квалификации през 1962 година отборът е в група с Белгия и Швейцария. Белгия е победена 2 пъти, а с Швейцария са разменени по една победа и загуба с 4 – 0 и 2 – 3. На баражите Швеция губи от Швейцария с 1 – 2 и отпада.
През 1964 и 1968 Швеция не успява да преодолее първата фаза на Европейските първенства.
В квалификациите за европейското първенство в Италия през 1968 отборът на Швеция играе с България, в чиито тим тогава личат имена като Георги Аспарухов, Петър Жеков и Динко Дерменджиев. Шведите губят и двата мача с българите, съответно с 0 – 2 и 0 – 3. Това са единствените победи на България над Швеция до 2017 г., когато „лъвовете“ печелят с 3:2.
В квалификациите за Световното първенство през 1970 отборът попада в група с Франция и Норвегия и успява да се класира, след като Франция губи с 0 – 1 от Норвегия.
На световното първенство попада в група с дебютанта Израел, Уругвай и Италия. Отборът записва загуба с 0 – 1 от Италия, равенство 1 – 1 с Израел и победа с 1 – 0 срещу Уругвай. Така Швеция завършва с равни точки с Уругвай, но отпада заради по-лошата си голова разлика.

### 1974 Световно първенство по футбол
Световното първенство през 1974 се провежда във ФРГ. Швеция се класира, след като елиминира Австрия. На световното първенство шведският отбор попада в група с България, Холандия и Уругвай. В първите си два мача, Швеция записва нулеви равенства с отборите на България и Холандия. В третия мач е победен с 3 – 0 отборът на Уругвай с голове на Ралф Едстрьом и Роланд Сандберг, като този резултат се оказва достатъчен, за да се класират шведите за втората групова фаза. Там те попадат в група с ФРГ, Полша и Югославия. Отборът записва загуби с 0 – 1 и 2 – 4 съответно от Полша и ФРГ, и победа срещу Югославия с 2 – 1.

### В периода 1979 – 1990
80-те години на 20 век са период на криза в националния отбор. На фона на клубните успехи на Гьотеборг, националният отбор не успява да постигне нищо значимо и пропуска световните първенства през 1982 и 1986 и европейските първенства през 1980, 1984 и 1988. Възраждането на отбора започва в края на 80-те години с идването на играчи като Томас Бролин, Клаас Ингесон, Мартин Далин и много други. В квалификациите за Световното първенство през 1990, Швеция изненадващо печели групата си, изпреварвайки Англия и Полша. Това е и първото участие на голям форум след Световното през 1978.

### 1992 Европейско първенство по футбол
Швеция прави своя дебют на Европейски футболни финали на Деветото издание на надпреварата през 1992, на което е и домакин. Там тя попада в група с Англия, Франция и Дания (Дания участва на мястото на Югославия, която е дисквалифицирана заради войната). Чрез победите си срещу Дания и Англия и равенството срещу Франция, Швеция печели групата си и се класира за полуфиналите. Там съперник е отборът на Германия, който побеждава и елиминира Швеция с 3 – 2. Това е първото европейско първенство, на което Германия участва като обединена държава.

### 1994 Световно първенство по футбол
На световното първенство през 1994 Швеция попада в група с Бразилия, Русия и Камерун, където завършва на второ място, след победа над Русия с 3 – 1 и равенства с Камерун и Бразилия. На 1/8-финалите Швеция побеждава Саудитска Арабия с 3 – 1. На 1/4-финалите Швеция среща Румъния. Шведският отбор повежда в 78-ата минута чрез Томас Бролин. Две минути преди края, Румъния успява да изравни чрез Флорин Радучою. При резултат 1 – 1 завършва редовното време. В края на първото продължение, Швеция допуска обрат и Румъния повежда. В 115 минута обаче Кенет Андерсон се възползва от грешка на румънския вратар и изравнява резултата. При дузпите шведските футболисти показват по-здрави нерви и печелят мача, като с голям принос за победата е вратарят на отбора Томас Равели, който спасява две дузпи. На полуфиналите съперник отново е Бразилия. Въпреки превъзходството си през целия мач, бразилците не успяват да отбележат до 80-ата минута, когато Ромарио успява да отбележи с глава. В мача за бронзовите медали в Лос Анджелис Швеция побеждава България с 4 – 0. За втори път след 1950 година Швеция се окичва с бронз на световни първенства.

### 2006 Световно първенство по футбол
В квалификациите за Световното първенство през 2006 отборът е в група с Хърватия, България, Унгария, Исландия и Малта. Швеция печели без проблем всичките си мачове, освен тези срещу Хърватия. Скандинавският отбор завършва на второ място след Хърватия, но се класира директно като най-добър втори отбор. На световното първенство е в група с Англия, Парагвай и Тринидад и Тобаго. С победа срещу Парагвай и равенства с Англия и Тринидад и Тобаго, Швеция завършва на второ място и се класира за 1/8-финалите. Там съперник е домакинът Германия, който печели мача с 2 – 0 и елиминира шведският отбор.

### 2008 Европейско първенство по футбол
Тимът се класира на Европейското първенство през 2008 и там попада в група с бъдещия европейски и световен шампион Испания, тогавашния настоящ европейски шампион Гърция и Русия. Стартира с победа с 2 – 0 над Гърция, но впоследствие губи съответно с 1 – 2 и 0 – 2 от Испания и Русия и така отпада безславно от надпреварата.

### 2010 Световно първенство по футбол
Тимът не се класира на Световното първенство през 2010, след като в квалификациите остава трети след Дания и Португалия.

## Представяне на големите форуми
| Година | Резултат      | Класиране | М  | П  | Р  | З  | Г+ | Г− |
| ------ | ------------- | --------- | -- | -- | -- | -- | -- | -- |
| 1930   | не участва    | -         | -  | -  | -  | -  | -  | -  |
| 1934   | 1/4 финал     | 8         | 2  | 1  | 0  | 1  | 4  | 4  |
| 1938   | 1/2 финал     | 4         | 3  | 1  | 0  | 2  | 11 | 9  |
| 1950   | 1/2 финал     | 3         | 5  | 2  | 1  | 2  | 11 | 15 |
| 1954   | не се класира | -         | -  | -  | -  | -  | -  | -  |
| 1958   | Финал         | 2         | 6  | 4  | 1  | 1  | 12 | 7  |
| 1962   | не се класира | -         | -  | -  | -  | -  | -  | -  |
| 1966   | не се класира | -         | -  | -  | -  | -  | -  | -  |
| 1970   | Групова фаза  | 9         | 3  | 1  | 1  | 1  | 2  | 2  |
| 1974   | Групова фаза  | 5         | 6  | 2  | 2  | 2  | 7  | 6  |
| 1978   | Групова фаза  | 13        | 3  | 0  | 1  | 2  | 1  | 3  |
| 1982   | не се класира | -         | -  | -  | -  | -  | -  | -  |
| 1986   | не се класира | -         | -  | -  | -  | -  | -  | -  |
| 1990   | Групова фаза  | 21        | 3  | 0  | 0  | 3  | 3  | 6  |
| 1994   | 1/2 финал     | 3         | 7  | 3  | 3  | 1  | 15 | 8  |
| 1998   | не се класира | -         | -  | -  | -  | -  | -  | -  |
| 2002   | 1/8 финал     | 13        | 4  | 1  | 2  | 1  | 5  | 5  |
| 2006   | 1/8 финал     | 14        | 4  | 1  | 2  | 1  | 3  | 4  |
| 2010   | не се класира | -         | -  | -  | -  | -  | -  | -  |
| 2014   | не се класира | -         | -  | -  | -  | -  | -  | -  |
| 2018   | 1/4 финал     | 7         | 5  | 3  | 0  | 2  | 6  | 4  |
| 2022   | не се класира | -         | -  | -  | -  | -  | -  | -  |
| 2026   | –––           | -         | -  | -  | -  | -  | -  | -  |
| 2030   | –––           | -         | -  | -  | -  | -  | -  | -  |
| 2034   | –––           | -         | -  | -  | -  | -  | -  | -  |
| Общо   | 11/22         | 1, 2      | 51 | 19 | 13 | 19 | 80 | 73 |

| Година | Резултат      | М  | П | Р | З  | Г+ | Г− |
| ------ | ------------- | -- | - | - | -- | -- | -- |
| 1960   | Не участва    | -  | - | - | -  | -  | -  |
| 1964   | Не се класира | -  | - | - | -  | -  | -  |
| 1968   | Не се класира | -  | - | - | -  | -  | -  |
| 1972   | Не се класира | -  | - | - | -  | -  | -  |
| 1976   | Не се класира | -  | - | - | -  | -  | -  |
| 1980   | Не се класира | -  | - | - | -  | -  | -  |
| 1984   | Не се класира | -  | - | - | -  | -  | -  |
| 1988   | Не се класира | -  | - | - | -  | -  | -  |
| 1992   | 1/2 финал     | 4  | 2 | 1 | 1  | 6  | 5  |
| 1996   | Не се класира | -  | - | - | -  | -  | -  |
| 2000   | Групова фаза  | 3  | 0 | 1 | 2  | 2  | 4  |
| 2004   | 1/4 финал     | 4  | 1 | 3 | 0  | 8  | 3  |
| 2008   | Групова фаза  | 3  | 1 | 0 | 2  | 3  | 4  |
| 2012   | Групова фаза  | 3  | 1 | 0 | 2  | 5  | 5  |
| 2016   | Групова фаза  | 3  | 0 | 1 | 2  | 1  | 3  |
| 2020   | 1/8 финал     | 4  | 2 | 1 | 1  | 5  | 4  |
| 2024   | не се класира | -  | - | - | -  | -  | -  |
| 2028   | ---           | -  | - | - | -  | -  | -  |
| 2032   | ---           | -  | - | - | -  | -  | -  |
| Общо   | 7/16          | 24 | 7 | 7 | 10 | 30 | 28 |

* Включват се и равенствата при мачовете решени с дузпи.

## Състав
Актуален състав на Швеция за Световно първенство Русия 2018 г.
| №             |         | Играч              | Позиция      | Отбор             |         |
| Вратари       | Вратари | Вратари            | Вратари      | Вратари           | Вратари |
| ------------- | ------- | ------------------ | ------------ | ----------------- | ------- |
| 1             |         | Робин Олсен        | вратар       | Копенхаген        |         |
| 12            |         | Карл-Йохан Йонсон  | вратар       | Гингам            |         |
| 23            |         | Кристофер Нордфелд | вратар       | Суонзи            |         |
| Защитници     |         |                    |              |                   |         |
| 2             |         | Микаел Лустиг      | защитник     | Селтик            |         |
| 3             |         | Виктор Линдельоф   | защитник     | Манчестър Юнайтед |         |
| 4             |         | Андреас Гранквист  | защитник     | Хелзингборгс      |         |
| 5             |         | Мартин Олсон       | защитник     | Суонзи            |         |
| 6             |         | Лудвиг Аугустинсон | защитник     | Вердер Бремен     |         |
| 14            |         | Филип Хеландер     | защитник     | Болоня            |         |
| 16            |         | Емил Крафт         | защитник     | Болоня            |         |
| 18            |         | Понтус Янсон       | защитник     | Лийдс Юнайтед     |         |
| Полузащитници |         |                    |              |                   |         |
| 7             |         | Себастиан Ларсон   | полузащитник | АИК               |         |
| 8             |         | Албин Екдал        | полузащитник | Хамбургер ШФ      |         |
| 10            |         | Емил Форсберг      | полузащитник | РБ Лайпциг        |         |
| 13            |         | Густав Свенсон     | полузащитник | Сиатъл Саундърс   |         |
| 15            |         | Оскар Хилйемарк    | полузащитник | Дженоа            |         |
| 17            |         | Виктор Клаесон     | полузащитник | Краснодар         |         |
| 19            |         | Маркус Роден       | полузащитник | Кротоне           |         |
| 21            |         | Джими Дурмаз       | полузащитник | Тулуза            |         |
| Нападатели    |         |                    |              |                   |         |
| 9             |         | Маркус Берг        | нападател    | Ал-Аин            |         |
| 11            |         | Йон Гидети         | нападател    | Алавес            |         |
| 20            |         | Ола Тойвонен       | нападател    | Тулуза            |         |
| 22            |         | Исаак-Кайс Телин   | нападател    | Андерлехт         |         |

## Почетни листи
- До 2 май 2016 г.

| #  | Име                  | Период      | Мача | Гола |
| -- | -------------------- | ----------- | ---- | ---- |
| 1  | Андерс Свенсон       | 1999 – 2013 | 148  | 21   |
| 2  | Томас Равели         | 1981 – 1997 | 143  | 0    |
| 3  | Андреас Исаксон      | 2002 –      | 128  | 0    |
| 4  | Ким Шелстрьом        | 2001 –      | 127  | 16   |
| 5  | Улоф Мелбери         | 2000 – 2012 | 117  | 8    |
| 6  | Роланд Нилсон        | 1986 – 2000 | 116  | 1    |
| 7  | Бьорн Нордквист      | 1963 – 1978 | 115  | 0    |
| 8  | Златан Ибрахимович   | 2001 –      | 112  | 62   |
| 9  | Никлас Александерсон | 1993 – 2008 | 109  | 7    |
| 10 | Хенрик Ларшон        | 1993 – 2009 | 106  | 37   |

| # | Име                | Период    | Гола | Мач | Гол % |
| - | ------------------ | --------- | ---- | --- | ----- |
| 1 | Златан Ибрахимович | 2001–     | 62   | 112 | 0.55  |
| 2 | Свен Ридел         | 1921–1932 | 49   | 43  | 1.14  |
| 3 | Гунар Нордал       | 1942–1948 | 43   | 33  | 1.30  |
| 4 | Хенрик Ларшон      | 1993–2009 | 37   | 106 | 0.35  |
| 5 | Гунар Грен         | 1939–1958 | 32   | 57  | 0.56  |
| 6 | Кенет Андершон     | 1990–2000 | 31   | 83  | 0.37  |
| 7 | Маркус Албек       | 1999–2008 | 30   | 74  | 0.40  |
| 8 | Мартин Далин       | 1991–1997 | 29   | 60  | 0.48  |
| 9 | Тумас Брулин       | 1990–1995 | 27   | 47  | 0.57  |
|   | Агне Симонсон      | 1956–1961 | 27   | 51  | 0.53  |

## Мениджъри
- До 28 март 2017 г.

| Менажер                       | Период      | Мача | Победи | Равни | Загуби |     |     | Победи % |
| ----------------------------- | ----------- | ---- | ------ | ----- | ------ | --- | --- | -------- |
| Лудвиг Корнеруп               | 1908        | 6    | 1      | 0     | 5      | 17  | 30  |          |
| Вилхелм Фрибери               | 1909 – 1911 | 6    | 4      | 0     | 2      | 18  | 15  |          |
| Йон Олсон                     | 1912        | 5    | 2      | 1     | 2      | 14  | 9   |          |
| Рубен Гелборд                 | 1912 – 1913 | 7    | 3      | 1     | 3      | 18  | 24  |          |
| Хуго Леевин                   | 1914 – 1915 | 10   | 4      | 3     | 3      | 22  | 18  |          |
| Фрей Свенсон                  | 1916        | 5    | 2      | 1     | 2      | 12  | 5   |          |
| Антон Йохансон                | 1917 – 1920 | 25   | 8      | 4     | 13     | 48  | 43  |          |
| Джон Петерсон                 | 1921 – 1936 | 138  | 73     | 21    | 44     | 399 | 252 |          |
| Карл Линде                    | 1937        | 8    | 2      | 1     | 5      | 17  | 21  |          |
| Густав Карлсон                | 1938 – 1942 | 24   | 13     | 4     | 7      | 70  | 44  |          |
| Комисия                       | 1942        | 3    | 2      | 0     | 1      | 6   | 6   |          |
| Рудолф Кок                    | 1943 – 1956 | 110  | 61     | 20    | 29     | 318 | 195 |          |
| Ерик Першон                   | 1957 – 1961 | 39   | 26     | 4     | 9      | 100 | 44  |          |
| Ленард Ниман                  | 1962 – 1965 | 36   | 14     | 13    | 9      | 60  | 44  |          |
| Орвар Бермарк                 | 1966 – 1970 | 49   | 26     | 11    | 12     | 87  | 59  |          |
| Георг Ериксон                 | 1971 – 1979 | 91   | 39     | 20    | 32     | 130 | 109 |          |
| Ларш Андерсон                 | 1980 – 1985 | 59   | 27     | 13    | 19     | 93  | 60  |          |
| Оле Нордин                    | 1986 – 1990 | 45   | 23     | 12    | 10     | 71  | 40  |          |
| Нилс Андершон                 | 1990        | 4    | 2      | 0     | 2      | 5   | 5   |          |
| Томи Свенсон                  | 1991 – 1997 | 87   | 44     | 23    | 20     | 147 | 88  |          |
| Томи Сьодербери               | 1998 – 1999 | 19   | 11     | 4     | 4      | 17  | 10  |          |
| Томи Сьодербери Ларш Лагербек | 2000 – 2004 | 68   | 28     | 25    | 15     | 113 | 61  |          |
| Ларш Лагербек                 | 2004 – 2009 | 38   | 15     | 12    | 11     | 60  | 39  |          |
| Ерик Хамрен                   | 2009 – 2016 | 83   | 45     | 16    | 22     | 141 | 85  |          |
| Ян Андерсон                   | 2016–       | 8    | 5      | 1     | 2      | 19  | 5   |          |

## България – Швеция
| Дата       | Място        | Събитие     | Отбор    | Резултат | Отбор    | ФИФА |
| ---------- | ------------ | ----------- | -------- | -------- | -------- | ---- |
| 11.06.1967 | Солна        | Кв. Ев.п-во | Швеция   | 0:2      | България | ДА   |
| 12.11.1967 | София        | Кв. Ев.п-во | България | 3:0      | Швеция   | ДА   |
| 15.06.1974 | Дюселдорф    | СВ.П-ВО     | Швеция   | 0:0      | България | ДА   |
| 24.09.1980 | Бургас       | Приятелски  | България | 2:3      | Швеция   | ДА   |
| 12.08.1981 | Удевала      | Приятелски  | Швеция   | 1:0      | България | ДА   |
| 26.09.1990 | Солна        | Приятелски  | Швеция   | 2:0      | България | ДА   |
| 07.10.1992 | Солна        | Кв. Св.п-во | Швеция   | 2:0      | България | ДА   |
| 08.09.1993 | София        | Кв. Св.п-во | България | 1:1      | Швеция   | ДА   |
| 16.07.1994 | Лос Анджелис | СВ.П-ВО     | Швеция   | 4:0      | България | ДА   |
| 14.10.1998 | Бургас       | Кв. Ев.п-во | България | 0:1      | Швеция   | ДА   |
| 04.09.1999 | Стокхолм     | Кв. Ев.п-во | Швеция   | 1:0      | България | ДА   |
| 14.06.2004 | Лисабон      | ЕВ.П-ВО     | Швеция   | 5:0      | България | ДА   |
| 26.03.2005 | София        | Кв. Св.п-во | България | 0:3      | Швеция   | ДА   |
| 03.09.2005 | Солна        | Кв. Св.п-во | Швеция   | 3:0      | България | ДА   |
| 11.10.2016 | Солна        | Кв. Св.п-во | Швеция   | 3:0      | България | ДА   |
| 31.08.2017 | София        | Кв. Св.п-во | България | 3:2      | Швеция   | ДА   |